# Мошано-Сант-Анджело
Мошано-Сант-Анджело (итал. Mosciano Sant'Angelo) — коммуна в Италии, располагается в регионе Абруццо, в провинции Терамо.
Население составляет 8814 человека (2008 г.), плотность населения составляет 183 чел./км². Занимает площадь 48 км². Почтовый индекс — 64023. Телефонный код — 085.
Покровителем коммуны почитается святой Александр Бергамский, празднование 26 августа.

## Демография
Динамика населения:

## Администрация коммуны
- Официальный сайт: https://web.archive.org/web/20080306132347/http://www.comunemosciano.com/